# 9384 Арансіо
9384 Арансіо (1993 TP26, 1977 XL3, 1983 YB1, 9384 Aransio) — астероїд головного поясу, відкритий 9 жовтня 1993 року.
Тіссеранів параметр щодо Юпітера — 3,197.